# 로빈 커티스

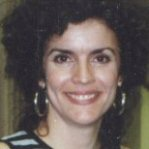

로빈 커티스(Robin Curtis, 1956년 6월 15일 ~ )는 미국의 배우, 영화배우, 텔레비전 배우, 연극 배우이다.
뉴욕에서 태어났다.

## 영화
- 섹스 몬스터 (1999년)
- 리코일 (1998년)
- 스콜피오 원 (1997년)
- 산타클로스 (1996년)
- 다크 브리드 (1996년)
- 저주의 탄생 2 (1994년)
- 죽음의 혈투 6 (1994년)
- 헥시나 (1993년)
- LBJ: 초창기 (1987년)
- 스타 트렉 - 넥스트 제너레이션 TV 시리즈 (1987년)
- 아이큐 1000의 사나이 (1986년)
- 스타 트랙 4 - 귀환의 항로 (1986년)
- 스타 트랙 3 - 스포크를 찾아서 (1984년)
- 첫사랑 (1983년)
- 전격 Z작전 (1982년)
- 고스트 스토리 (1981년)